# Handy Manny
Handy Manny (Manny a la obra en Hispanoamérica y Manny manitas en España) es una serie de televisión animada estadounidense, creada por Roger Bollen, Marilyn Sadler y Rick Gitelson, producida por Nelvana Limited para Playhouse Disney y luego que cesó emisiones en diferentes continentes y fue relanzado como Disney Junior donde las herramientas cobran vida. Se estrenó el 16 de septiembre de 2006 en Estados Unidos mientras en España fue estrenada el 4 de diciembre de 2006 a las 8:15 a. m.

## Trama
La serie consiste en las aventuras de Manny García, un mexicano-estadounidense bilingüe que junto a sus herramientas parlantes reparan objetos dañados en la ciudad de Colina Rocosa. Se desconoce exactamente la ubicación de esta ciudad, pero debido a la multitud de altavoces españoles y la posición de la ciudad que parece ser en un desierto, podría ser Arizona. La mayoría de los episodios de 30 minutos contienen dos historias. Cada historia comienza con Manny y las herramientas que trabajan juntos en el taller de reparaciones de Manny. Mientras están en la tienda, alguien llama a Manny, y él contesta a la llamada "Hola, Reparaciones Manny Manitas, si se lo rompe" y luego las herramientas gritan "se lo arreglamos".
El interlocutor del otro lado del teléfono por lo general necesita que algo sea reparado o montado. Manny y las herramientas cantan "el Salto encima de, Suben" mientras las herramientas saltan en su caja de herramientas. En la mayor parte de episodios cuando Manny y las herramientas van a la reparación, ellos ven al Sr. Lopart y su gata Pelusa delante de su Dulceria. Una vez que Manny y las herramientas se disponen a reparar, ellos colaboran sobre el mejor modo de fijar el artículo roto. Manny entonces va a la ferretería de Kelly donde casualmente ella siempre tiene el artículo que ellos necesitan. Una vez que ellos tienen el artículo para la reparación vuelven manos a la obra y cantan "Trabajamos Juntos" realizando la reparación.

## Personajes

### Personajes principales (Humanos y herramientas)
- Manuel "Manny" García (nacido: 4 de junio de 1982 (43 años)) - Es el protagonista de la serie de animación. Es un hombre de Colina Rocosa. Es el mejor reparador indiscutiblemente de Colinas Rocosas. Él tiene una caja de herramientas de conversación antropomorfos, cada uno con su propio capricho único, que él toma para hacer su reparación.
- Turner - Es un destornillador paleta azul y morado. Suele ser muy sarcástico y cínico. A él, muchas veces le pasan cosas malas, y además, él no cree que Kelly lo tenga todo. Es el más viejo de las herramientas. Suele mantener rivalidad con Phillip.
- Pat - Es un martillo azul claro parlanchín, muy torpe y no demasiado listo, algunas veces su torpeza complica mucho el trabajo de Manny, no es muy firme y por eso siempre se tropieza, muchas veces no es muy cuidadoso, y sin querer, lo rompe todo a martillazos. Su frase es "Soy un martillo".
- Rusty - Es una llave inglesa de color naranja (aunque se lo muestra como una llave Stillson) muy miedosa, no le gusta las mariposas y los conejos, según él, lo único que no le da miedo es el pastel. No le gustan las sorpresas, ni la oscuridad, ni las tormentas eléctricas, y mucho menos las alturas, pero hay un episodio en el que demuestra que puede vencer algunos de sus miedos.
- Stretch - Es la cinta métrica rosa de Manny, es muy inteligente y nunca se equivoca, es muy bueno con los problemas de matemática y le encanta organizar las cosas del taller. Tiene manos de cinta. Es para sacarse un 10 en todas las materias de la escuela.
- Squeeze - Es un alicate verde, es muy divertida y le encanta reparar cosas, su color favorito es el rosa, le encanta la magia y algunas veces es algo impaciente.
- Dusty - Es una sierra roja. Suele dar muy buenos consejos, cuando hay un misterio decide resolverlo. Le gusta cortar cosas y el ballet. Es muy divertida, amistosa, hermosa, y actúa como una hermana mayor.
- Phillip - Es un destornillador amarillo de cruz, habla muy bien el inglés como Manny, a veces se le ocurren malas ideas y su superhéroe favorito es el Chico Supremo, un destornillador de cruz igual que él. Suele tener rivalidad con Turner.
- Flicker - Es una linterna amarilla de oro y no habla en español. Él está ausente en la primera temporada. Flicker se une a las herramientas en la segunda temporada. Flicker casi que aparece sólo en la tercera temporada. Le agrada Phillip. Su comida favorita son las palomitas. Le gustaría aprender hablar español algún día. En algunos episodios, se nota que Flicker empieza a hablar un poco de español.
- Sr. Lopart - Es un vendedor de caramelos y el mejor amigo de Manny. Él posee una gatita llamada Pelusa. Manny siempre le ofrece su ayuda, pero el siempre la rechaza.
- Kelly - La dueña de la ferretería. Siempre tiene todo lo necesario para los trabajos de Manny. En varios episodios, se ha sugerido un gran interés romántico de ella hacia Manny, lo cual siempre es bien recibido por Manny, y en el especial de San Valentín, este amor se vuelve oficial.

### Personajes secundarios
- Grandpa- Es el abuelo de Manny. También es de Colinas Rocosas, y está casado con la Sra. Potterman, que la conoció en una fiesta de San Valentín.
- Sra. Potterman (Grandma) - Una anciana que a menudo encarga trabajos a Manny, proviene también de Colinas Rocosas, y prepara platos riquísimos, tiene una repostería, un camaleón, y también, un perro chihuahua, llamado Carlos.
- Alcaldesa Rosa - La alcaldesa de Colina Rocosa, es muy buena persona y comprensiva.
- Elliot - Hermano menor de Kelly. En varios episodios, se muestra que es un poco torpe, pero es un hermano muy bueno con Kelly, y muy bueno con el monopatín.
- Sr. Chu - El director de la escuela de Colinas Rocosas, parece ser de origen oriental, y lleva unas gafas como las del Señor Lopart, pero esta vez cuadradas en lugar de redondas.
- Sherman - El dueño de la zapatería de Colinas Rocosas. Es muy confuso e inseguro, y a veces es un poco torpe.
- Entrenador Johnson - El preparador físico de la escuela de Colinas Rocosas.
- Maestra Hilary - Es la maestra de música de la escuela de Colinas Rocosas.
- Sr. López 1 - Es el maestro de ciencias de la escuela de Colinas Rocosas.
- Sr. Sánchez - Un anciano que a veces encarga reparaciones a Manny. Su color favorito es el rosa, es mexicano y tiene una pequeña nieta llamada Julieta.
- Sr. Kummar - Tiene una tienda de porcelana en Colinas Rocosas, y a veces se pone muy nervioso.
- Reinaldo - Es un vendedor que tiene su puesto de pretzels y una perrita de raza pug llamada Galaxia, después tuvieron crias.
- Edward - El jefe de los empleados de la estación de bomberos de Colinas Rocosas.
- Dwayne Bouffant - El anunciador de TV de Colinas Rocosas.
- La familia Álvarez - Son el señor Álvarez y la señora Álvarez. Tienen 2 hijas llamadas Susana e Isabel, y un nuevo bebé en camino.
- La familia Ayala - Vienen de Argentina, son el señor Ayala y la señora Ayala, tienen un hijo llamado Marcelo. A veces el señor Ayala se muestra muy parlanchín, y él tiene una bolera y un auto-lavado.
- Cassie - Es la dueña de la tienda de mascotas de Colinas Rocosas.
- Carmela Covarrubias - Una artista de Colinas Rocosas. Antes fue compañera de Manny en la escuela.
- Sra. Thomson - La dueña de la lavandería y maestra de prescolar de Colinas Rocosas.
- Frank - Es el nuevo barbero de la ciudad Colinas Rocosas.
- Tannia - La vendedora de helados del parque de Colinas Rocosas.
- El Rápido Eddy - Es el repartidor y dueño del restaurante de comida rápida de la ciudad de Colinas Rocosas.
- Sra. Lee - Tiene tres hijos llamados Kevin, Steven y Nelson. También tiene un perro de mascota.
- Sr. Singh - Tiene una hija llamada Leela.
- Sr. López 2 - Es el meteorólogo de la radio, y profesor de las ferias científicas de Colinas Rocosas.
- Sam - El dueño de la bicicletería de Colinas Rocosas. Anda en silla de ruedas.
- Lola - Es la hermana mayor de Manny y Rubén, tiene 2 hijos llamados Pepe y Chico.
- Gary - Es el mecánico de la ciudad de Colinas Rocosas que cuentan con sus herramientas de conversación antropomorfos, cada uno con su propio capricho único al igual que Manny, que él toma para hacer las reparaciones de los autos de su taller.
- Francisco - Es un ranchero que tiene su ganado fuera de la ciudad, junto con su compañera Nelly y es bien amigo de Manny y tiene un caballo llamado Starr.
- Jefe Eduardo - Es un bombero de la ciudad de Colinas Rocosas junto con sus compañeros voluntarios quienes son Entrenador Johnson y la esposa del Señor Ayala que ayudan a la comunidad.
- Oficial Pitt: Es un oficial de Policía de la ciudad de Colinas Rocosas.
- Doctora Ortega - Es una bióloga marina de la ciudad de Colinas Rocosas que se encarga con el estudio y la protección de los animales Mamíferos.
- Nanyer - Es un arqueólogo de la ciudad de Colinas Rocosas que se encarga en la exploración y el descubrimiento de cosas muy antiguas y valiosas para exponer en el museo.
- Hank - Es un mecánico que esta jubilado que tubo su estación de servicios fuera de la ciudad junto con su equipo de herramientas, ahora vive en Miami, Florida, y conoce a Manny cuando era niño junto con Grandpa.
- Rubén - Es el hermano del medio de Manny y Lola que vive fuera de la ciudad que tiene un taller mecánico donde repara autos al igual que Gary, es bien apreciado de todos su vecinos y amigos en su ciudad al igual que Manny haciendo bien de su trabajo.
- Alcalde Johnson - Es el alcalde de la ciudad donde vive Rubén que quiso derrumbar el taller de Rubén para hacer un Centro Comercial, pero escuchado por su nieta y el vecindario toma la decisión de no derrumbar el taller de Rubén, ya que es apreciado para toda la comunidad y decide en buscar otro lugar para construir un centro comercial.

## Lista de episodios

### Temporada 1
| Número | Título original                                  | Título para Hispanoamérica                                        | Estreno original         |
| ------ | ------------------------------------------------ | ----------------------------------------------------------------- | ------------------------ |
| 1      | Stretch's Cookies/Page Turner                    | Las galletas de Stretch/Página de Turner                          | 16 de septiembre de 2006 |
| 2      | A Sticky Fix/Paint Job                           | Una reparación pegajosa/Trabajo de pintura                        | 16 de septiembre de 2006 |
| 3      | Tool in a China Shop/Welcome to Sheet Rock Hills | Herramientas en una tienda china/Bienvenidos a Rock Hills         | 17 de septiembre de 2006 |
| 4      | Pet Problem/Felipe's New Job                     | Problema de mascotas/El nuevo trabajo de Phillip                  | 18 de septiembre de 2006 |
| 5      | Rusty's Little Light Lie/Squeeze in a Pinch      | La pequeña mentira de Rusty/Squeeze en aprietos                   | 19 de septiembre de 2006 |
| 6      | Rusty to the Rescue/Piñata Party                 | Rusty al rescate/Fiesta de piñata                                 | 20 de septiembre de 2006 |
| 7      | Pat the Screwdriver/Big Sister                   | Pat el destornillador/Hermana mayor                               | 23 de septiembre de 2006 |
| 8      | Tight Squeeze/Julieta's Monster                  | Aprieta Squeeze/El monstruo de Julieta                            | 23 de septiembre de 2006 |
| 9      | Supremoguy/Tool Talk                             | Chico Supremo/Charla de Herramientas                              | 30 de septiembre de 2006 |
| 10     | Big Friend/Tool for Sale                         | Amigo grande/Herramienta en venta                                 | 7 de octubre de 2006     |
| 11     | The New Kid/Shoe Biz                             | Tienda de zapatos/El Niño Nuevo                                   | 14 de octubre de 2006    |
| 12     | Time Out/Shine Bright                            | Tiempo Fuera/Luces brillantes                                     | 21 de octubre de 2006    |
| 13     | Not So Fast Food/Merry Go Round                  | Comida no tan rápida/El Carrusel                                  | 11 de noviembre de 2006  |
| 14     | Wonder Tool/Tool Games                           | Herramienta maravilla/Juegos de herramientas                      | 25 de noviembre de 2006  |
| 15     | A Very Handy Holiday                             | Una Navidad muy ocupada                                           | 16 de diciembre de 2006  |
| 16     | Uncle Manny/Kitty Sitting                        | Tío Manny/Cuidando al gatito                                      | 12 de enero de 2007      |
| 17     | Detective Dusty/Radio Rusty                      | Detective Dusty/Radio Rusty                                       | 24 de febrero de 2007    |
| 18     | Join the Club/Manny's Sick Day                   | Únete al club/Manny se enferma                                    | 10 de marzo de 2007      |
| 19     | Felipe's Strikes Out/Pat's Big Idea              | La confusión de Phillip/La gran idea de Pat                       | 14 de abril de 2007      |
| 20     | Sinko-De-Mayo/Best Repairman                     | 5 de mayo/El mejor reparador                                      | 5 de mayo de 2007        |
| 21     | Mr. Lopart's Mother/Gopher Help                  | La mamá del Sr. Lopart/Atrapen al topo                            | 12 de mayo de 2007       |
| 22     | A Very Handy Vacation                            | Las vacaciones de Manny                                           | 23 de junio de 2007      |
| 23     | Abuelito's Garden/Firehouse Tools                | El jardín de Abuelito/Las herramientas en la estación de bomberos | 14 de julio de 2007      |
| 24     | Music/Ice Cream Team                             | Música/Equipo de helados                                          | 15 de septiembre de 2007 |
| 25     | Halloween/Squeeze's Magic Show                   | Halloween/El show de magia de Squeeze                             | 6 de octubre de 2007     |

### Temporada 2
| Número | Título original                                   | Título para Hispanoamérica                                        | Estreno original         |
| ------ | ------------------------------------------------- | ----------------------------------------------------------------- | ------------------------ |
| 26     | Haunted Clock Tower/Oscar's House of 18 Smoothies | La torre embrujada/La casa de los 18 batidos de Oscar             | 27 de octubre de 2007    |
| 27     | Light Work/Abuelito's Tomatoes                    | Un trabajo de luz/Los tomates de Grandpa                          | 10 de noviembre de 2007  |
| 28     | Squeeze's Day Off/Renaldo's Pretzel Castle        | El día libre de Squeeze/El castillo de pretzels de Renaldo        | 17 de noviembre de 2007  |
| 29     | All Tools on Deck/Tool Dance                      | Herramientas a cubierta/Baile de herramientas                     | 15 de diciembre de 2007  |
| 30     | Elliot Minds the Store/Squeeze Makes a Promise    | Elliot se queda a cargo de la ferretería/Squeeze hace una promesa | 12 de enero de 2008      |
| 31     | Manny to the Rescue/Handy Hut                     | Manny al rescate/Ayuda a mano                                     | 21 de enero de 2008      |
| 32     | Valentine's Day/Mr. Lopart Moves In               | Día de San Valentín/El Sr. Lopart se muda                         | 14 de febrero de 2008    |
| 33     | Tools for Toys/Manny's Mouse Traps                | Herramientas de juguete/La ratonera de Manny                      | 25 de febrero de 2008    |
| 34     | Skateboard Park/Cowboy Manny                      | Parque de patinetas/El vaquero Manny                              | 8 de marzo de 2008       |
| 35     | Bloomin' Tools/Ups and Downs                      | Arriba y abajo/Herramientas floreciendo                           | 22 de marzo de 2008      |
| 36     | Squeeze gets stuck/Basketball for All             | Squeeze se atora/Basketball para todos                            | 12 de abril de 2008      |
| 37     | Sculptor Manny/Manny Goes Solar                   | Manny el escultor/Manny y la energía solar                        | 22 de abril de 2008      |
| 38     | Talent Show/Abuelito's Yard Sale                  | El recital/La venta de jardín                                     | 10 de mayo de 2008       |
| 39     | Lost and Found/Science Fair                       | Objetos perdidos/La feria de ciencias                             | 31 de mayo de 2008       |
| 40     | Sizing Things Up/Mr. Ayala's New Car Wash         | Tomando medidas/El autolavado del Sr. Ayala                       | 15 de junio de 2008      |
| 41     | Happy Birthday, Mr. Lopart/Scout Manny            | Feliz cumpleaños, Sr. Lopart/Manny Scout                          | 28 de junio de 2008      |
| 42     | Felipe's Hiccups/Book Drop                        | Phillip tiene hipo/El buzón de libros                             | 21 de julio de 2008      |
| 43     | Bingo Night/Scribble Trouble                      | Noche de bingo/Trabajo de pintura                                 | 30 de agosto de 2008     |
| 44     | Abuelito's Telescope/Little Lopart                | El telescopio de Grandpa/El pequeño Lopart                        | 19 de septiembre de 2008 |
| 45     | The Big Picture/Dig It                            | El mural/Cavando                                                  | 26 de septiembre de 2008 |
| 46     | Learning to Fly/Tools in a Candy Store            | Aprendiendo a volar/Herramientas en la dulcería                   | 3 de octubre de 2008     |
| 47     | Pedal'n Tool/Cock-a-Doodle-Do                     | Herramientas en bicicleta/Kikirikí                                | 10 de octubre de 2008    |
| 48     | Bake Sale/Camping Tools                           | Venta de postres/Herramientas de campamento                       | 15 de noviembre de 2008  |

### Temporada 3
| Número | Título original                            | Título para Hispanoamérica | Estreno original         | Estreno en Hispanoamérica | Tiempo |
| ------ | ------------------------------------------ | --- | ------------------------ | ------------------------- | ------ |
| 49     | Flicker/Time Capsule                       | Flicker/La cápsula del tiempo de Manny                                                                                              | 1 de diciembre de 2008   | 9 de julio de 2009        |        |
| 50     | Have a Handy New Year                      | Feliz año nuevo | 6 de diciembre de 2008   | 19 de septiembre de 2009  |        |
| 51     | Movie Night/Cactus Manny                   | Noche de cine/El cactus de Manny | 10 de enero de 2009      | 20 de septiembre de 2009  |        |
| 52     | Frank's Barber Shop/Rusty's Second Wind    | La barbería de Frank/El segundo aire de Rusty                                                                                       | 7 de febrero de 2009     | 9 de julio de 2009        |        |
| 53     | Special Delivery/Elliot's New Job          | Entrega especial/El trabajo nuevo de Elliot                                                                                         | 28 de marzo de 2009      | 27 de julio de 2009       |        |
| 54     | Arbor Day/Flicker Speaks English           | El día del árbol/Flicker habla español                                                                                              | 4 de abril de 2009       | 31 de julio de 2009       |        |
| 55     | Home Sweet Home/Jackie's Old Shed          | Hogar dulce hogar/La vieja bodega de Jackie                                                                                         | 18 de abril de 2009      | Noviembre de 2008         |        |
| 56     | Danny Starr/Quinceanera                    | Danny Starr/Quinceañera | 20 de junio de 2009      | 2008                      |        |
| 57     | The Good, the Bad, the Handy               | El bueno, el malo y el reparador | 27 de julio de 2009      | 2008                      |        |
| 58     | Lyle & Leland Lopart/Blackout on the Block | Lyle y Leland Lopart/El apagón | 4 de julio de 2009       | Noviembre de 2008         |        |
| 59     | A Day at the Beach/The Party Dress         | Un día en la playa/El vestido de fiesta                                                                                             | 11 de julio de 2009      | 9 de julio de 2009        |        |
| 60     | A Singing Salon/Manny's Makeover           | El salón de belleza cantante/La nueva imagen de Manny (título del doblaje) El salón cantante/La imagen nueva de Manny (didascalios) | 18 de julio de 2009      | 28 de julio de 2009       |        |
| 61     | A Night With Abuelito/Canine Case          | Una noche con Grandpa/Caso canino                                                                                                   | 25 de julio de 2009      | Noviembre de 2008         |        |
| 62     | Saving the Turtles/Abuelito's Siesta       | Salven a las tortugas/La siesta de Grandpa                                                                                          | 1 de agosto de 2009      | Noviembre de 2008         |        |
| 63     | Picture Perfect/Some Assembly Required     | El retrato perfecto/El producto no está ensamblado                                                                                  | 8 de agosto de 2009      | 30 de julio de 2009       |        |
| 64     | The Great Donate/Abuelito In a Fix         | La gran donación/Abuelito en problemas                                                                                              | 11 de septiembre de 2009 | 29 de julio de 2009       |        |
| 65     | Fun and Games/Autumn Leaves                | Diversión y juegos/Hojas de otoño                                                                                                   | 4 de octubre de 2009     | 2010                      |        |
| 66     | Handy Manny's Motorcycle Adventure         | Manny a la obra: Aventura en Motocicleta Parte 1                                                                                    | 5 de octubre de 2009     | 6 de enero de 2010        | 24:09  |
| 67     | Handy Manny's Motorcycle Adventure Part 2  | Manny a la obra: Aventura en Motocicleta Parte 2                                                                                    | 5 de octubre de 2009     | 6 de enero de 2010        | 24:09  |

Datos de Manny en la 3° temporada: En Aventura en motocicleta el episodio dura 2898 segundos en ambas partes.

### Temporada 4
| Número | Título original                                     | Título para Hispanoamérica                                            | Estreno original         | Estreno en Hispanoamérica | Tiempo |
| ------ | --------------------------------------------------- | --------------------------------------------------------------------- | ------------------------ | ------------------------- | ------ |
| 68     | Bunny in the basement/Eddie's Scooter               | Un conejo en el sótano/La motoneta de Eddie                           | 7 de octubre de 2009     | 6 de enero de 2010        |        |
| 69     | Pepe's Rocket/The Best Vacation Ever                | El cohete de Pepe/Las mejores vacaciones de mi vida                   | 7 de noviembre de 2009   | 6 de enero de 2010        |        |
| 70     | Mr. Lopart Sails Away/Pepe's Agua Fresca Stand      | El Sr. Lopart navegante/El puesto de agua fresca de Pepe              | 28 de noviembre de 2009  | 7 de abril de 2010        |        |
| 71     | A Whale of a Tale/Julieta's Loose Tooth             | Un cuento de ballenas/El diente suelto de Julieta                     | 7 de diciembre de 2009   | 20 de enero de 2010       |        |
| 72     | Flicker Joins the Band/Paulette's Pizza Palace      | Flicker se une a la banda/El palacio de la pizza de Paulette          | 8 de diciembre de 2009   | 27 de enero de 2010       | 24:07  |
| 73     | Which Way to the Barbecue/Back on Track             | ¿Cuál es el camino al asado?/La Puerta Rota                           | 9 de diciembre de 2009   | 6 de febrero de 2010      |        |
| 74     | Francisco Comes to Town/Broken Drawbridge           | Francisco viene a la ciudad/El puente descompuesto                    | 10 de diciembre de 2009  | 13 de febrero de 2010     | 24:09  |
| 75     | Big Race                                            | La gran carrera                                                       | 20 de marzo de 2010      | 14 de abril de 2010       |        |
| 76     | The Twisty Turn Twist/Mayor Rosa's Chimney          | La vuelta voltereta/La chimenea de la alcaldesa                       | 13 de febrero de 2010    | 21 de abril de 2010       |        |
| 77     | Seal Appeal/Pat Lightly                             | Las focas locas/Golpea ligeramente                                    | 15 de mayo de 2010       | 28 de abril de 2010       |        |
| 78     | To Catch a Litter Bug / Community Garden            | Para detener a un cochinón/El jardín comunitario                      | 22 de julio de 2010      | 1 de abril de 2011        |        |
| 79     | Story Hour/Long John Lopart                         | Hora del cuento/El pirata Lopart                                      | 15 de septiembre de 2010 | 4 de abril de 2011        |        |
| 80     | The Earth Day Challenge/Dario Dance                 | El reto del día de la Tierra/El baile de Darío                        | 17 de abril de 2010      | 5 de abril de 2011        |        |
| 81     | Good Fences/Butterflies                             | Una buena cerca/Mariposas                                             | 17 de enero de 2011      | 6 de abril de 2011        |        |
| 82     | Chico goes to Preschool/Kelly's Chili               | Chico va a preescolar/El chili de Kelly                               | 28 de agosto de 2010     | 7 de abril de 2011        |        |
| 83     | The Tools New Team                                  | El nuevo equipo de las herramientas                                   | 18 de abril de 2011      | 8 de abril de 2011        |        |
| 84     | Art Show/The New Time Capsule                       | La exhibición/La nueva cápsula del tiempo                             | 14 de febrero de 2011    | 11 de abril de 2011       |        |
| 85     | Breakfast of Champions / Bowling Night              | Desayuno de campeones/Noche de bolos                                  | 5 de agosto de 2011      | 13 de abril de 2011       |        |
| 86     | A Job Froum Outer Space / Looks Like Halloween      | Trabajo en el espacio exterior/Suena en Halloween                     | 16 de septiembre de 2011 | 10 de octubre de 2011     |        |
| 87     | Flicker Saves Christmas                             | Flicker salva la Navidad                                              | 29 de noviembre de 2010  | 8 de diciembre de 2011    |        |
| 88     | The Ayala's Christmas Extravaganza / Mini Golf Game | El espectáculo de luces navideñas de los Ayala/Un partido de minigolf | 2 de diciembre de 2010   | 15 de octubre de 2011     |        |
| 89     | Good Fences / Butterflies                           | La valla ideal/Mariposas                                              | 17 de enero de 2011      | 2 de septiembre de 2011   |        |
| 90     | Just One of the Puppies / Pet Picnic                | Solo uno de los cachorritos/Día de campo para mascotas                | 21 de marzo de 2011      | 21 de octubre de 2011     |        |
| 91     | The Great Outdoors / The Cowboy Cookout             | Diversión al aire libre/La comida campera                             | 23 de mayo de 2011       | 14 de noviembre de 2011   |        |
| 92     | Beach Clean Up / Root Damage                        | Limpiar la playa/Raíces bajo la acera                                 | 8 de julio de 2011       | 9 de diciembre de 2011    |        |
| 93     | Doggie Door / Rocking Chair                         | Puerta para perros/La mecedora                                        | 10 de septiembre de 2011 | 5 de enero de 2012        |        |
| 94     | Table for Too Many / Bunk Bed                       | Mesa para demasiados/Literas                                          | 8 de septiembre de 2011  | 13 de enero de 2012       |        |
| 95     | Fixit's Repair / Pottery Class                      | Reparar a Retoques/Clase de cerámica                                  | 22 de septiembre de 2011 | 14 de enero de 2012       |        |
| 96     | Flicker the Kicker / The Sheet Rock Hills Strikers  | Destellos futbolista/Los ases de Colinas Rocosas                      | 25 de septiembre de 2011 | 22 de enero de 2012       |        |
| 97     | The Great Garage Rescue                             | El gran plan para salvar el taller                                    | 3 de octubre de 2011     | 1 de marzo de 2012        |        |
| 98     | The Chicken or the Egg / Picture This               | El huevo o la gallina/Haz una foto                                    | 4 de noviembre de 2011   | 2 de febrero de 2012      |        |
| 99     | The Wing and Nut Challenge / Dusty's Big Day        | El reto de Palo y Milla/El gran día de Dusty                          | 11 de noviembre de 2011  | 12 de marzo de 2012       |        |
| 100    | Manny's Wilderness Adventure                        | La aventura de Manny en plena naturaleza                              | 18 de noviembre de 2011  | 2 de abril de 2012        |        |
| 101    | Fearless Rusty / Dog Fountain                       |                                                                       | 25 de noviembre de 2011  | 29 de febrero de 2012     |        |
| 102    | Snow Problem                                        | Problemas en la nieve                                                 | 16 de diciembre de 2011  | 11 de marzo de 2012       |        |
| 103    | Snow Day / Susanna's Dollhouse                      | Día de nieve/La casa de muñecas de Suzanne)                           | 30 de diciembre de 2011  | 2 de mayo de 2012         |        |
| 104    | The Right Stuff / Vet Visit                         | Rusty sin miedo / Fuente para perros                                  | 17 de febrero de 2012    | 12 de mayo de 2012        |        |

A pesar de que el logo Buena Vista International Inc Sólo aparece en la primera temporada, Durante toda la segunda temporada sigue apareciendo el escenario rojo. En la tercera temporada deja de aparecer el escenario rojo

## Doblaje
| Rusty          | Fred Stoller     | Salvador Delgado                                  | Juan Antonio Arroyo     |
| Stretch        | Nika Futterman   | José Antonio Toledano                             | Sara Vivas              |
| Squeeze        | Nika Futterman   | Claudia Bramnfsette                               | Belén Rodríguez         |
| Dusty          | Laura Bailey     | Claudia Motta                                     | Felicidad Barrio        |
| Flicker        | Grey DeLisle     | Alan García                                       | ¿?                      |
| Philip         | Carlos Alazraqui | Gabriel Ortiz                                     | Luis Manuel Martín Díaz |
| Mr./Sr. Lopart | Tom Kenny        | Eduardo Tejedo (temp. 1) Ernesto Casillas (resto) | Miguel Ayones           |
| Kelly          | Nancy Truman     | Leyla Rangel                                      | Beatriz Berciano        |
| Sr. Kummar     | Brian George     | Herman López (2.ª-4.ª)                            |                         |